# Nisqually-Gletscher
Der Nisqually-Gletscher ist einer der größeren Gletscher an der Südwestflanke des Mount Rainier im US-Bundesstaat Washington. Der Gletscher ist einer der am leichtesten zu sehenden am Berg; er ist von den Paradise Visitor Facilities im Mount Rainier National Park aus zugänglich. Der Gletscher hatte seit 1850, als er viel ausgedehnter war als heute, Perioden von Zuwachs und Schwund. Gegenwärtig befindet er sich auf dem Rückzug. Messungen auf 9.200 ft (2.804 m) Höhe zeigten, dass er zwischen 1994 und 1997 um 56 ft (17 m) an Dicke zunahm, so dass ein Zuwachs im ersten Jahrzehnt des 21. Jahrhunderts wahrscheinlich war. Der Nisqually-Gletscher ist die Quelle des Nisqually River.
Bei dem vielleicht am längsten untersuchten Gletscher am Mount Rainier wurde der Endpunkt des Nisqually seit 1918 gemessen. Im Mai 1970 wurde ermittelt, dass der Gletscher sich durchschnittlich um 740 mm pro Tag bewege.

## Entwicklung
Der Nisqually-Gletscher hat sich drei Mal seit dem Ende des 20. Jahrhunderts ausgedehnt und schmolz ab. Die aktuelle Abschmelzphase begann 1985. Innerhalb der folgenden sechs Jahre nahm die Dicke des Gletschers westlich von Glacier Vista um 52 ft (16 m) ab.
Der Gletscher erreichte seine größte Ausdehnung 1850, wie das bei vielen Gletschern der Fall war. Die 1850er Jahre gelten als Kleine Eiszeit. Der Nisqually-Gletscher erreichte einen Punkt 650 ft (198 m) bis 800 ft (244 m) unterhalb der Glacier Bridge. Im Westen vereinigte er sich mit dem Tahoma- und dem South-Tahoma-Gletscher unterhalb von Glacier Island entlang des Wonderland Trail. Der Emmons-Gletscher im Nordosten erreichte innerhalb von 1,2 mi (1,9 km) den White River Campground.
Mit Ende der Kleinen Eiszeit begann für diese Gletscher ein langsamer Rückgang. Nach 1920 stieg die Schrumpfungsrate stark an. In den 100 Jahren zwischen dem Höhepunkt der Kleinen Eiszeit und 1950 verlor der Mount Rainier etwa ein Viertel seiner Gletscherfläche. Nach 1950 bis in die 1980er Jahre hinein dehnten sich die großen Gletscher geringfügig aus. Seit den 1980er Jahren wurden viele Gletscher dünner und kürzer.

## Schuttströme
Der Nisqually-Gletscher ist einer von vieren am Mount Rainier, die für das Auslösen von Schuttströmen bekannt sind. Ähnliche Ströme gehen vom Winthrop-Gletscher, vom Kautz-Gletscher und vom South-Tahoma-Gletscher aus.